# Abraham A. Araujo
Abraham Adolfo Araujo Arias (San Luis Potosí, San Luis Potosí, México, 1872-Ciudad de México,México, 21 de junio de 1951) fue  contador público y político mexicano que se desempeñó como gobernador de Querétaro del 1 de octubre de 1927 al 5 de junio de 1929. Era obregonista, senador y economista.

## Reseña biográfica

### Primeros años
Abraham Araujo, nació en 1872 en Ciudad de San Luis Potosí, San Luis Potosí.  Sus padres fueron Miguel Araujo y Teodora Arias.

"Era de una familia burguesa venida a menos. Él fue gobernador de Querétaro, cuando le dieron golpe de Estado tuvo que emigrar a Nueva York, Estados Unidos con su hija Isabel y varios de sus otros hijos. Durante algunos años tuvieron que estar exiliados, entonces la situación económica cambió muchísimo."
Octavio Rodríguez Araujo

.

### Postulación como candidato a gobernador
En julio de 1927, cuando el gobierno de Constantino Llaca Nieto concluía, se convocó a elecciones para el nuevo gobernador. Los candidatos fueron Abraham Araujo, Ramón Anaya y Ángel Vázquez Mellado; los tres se declararon vencedores, acusándose entre ellos de fraude. Llaca esperaba dejar en su lugar a Ramón Anaya y, así hecho se dirigió a la Ciudad de México el 26 de agosto para asistir al informe del presidente Calles. Con la ausencia del gobernador, Araujo intentó asegurarse la gubernatura por medio de un asalto armado al Palacio de Gobierno, mismo que tuvo lugar al día siguiente, 27 de agosto. Ante ello, enterado Llaca de la situación, ya no volvió a Querétaro, muriendo allá en 1963, y dejando en su lugar a su secretario, Fernando Díaz Ramírez.

### Gobernador
Él gobernó cuando la Guerra Cristera (1926-1929) estaba en su apogeo.A él le tocó presenciar la fundación del Partido Nacional Revolucionario en el Teatro de la República el 4 de marzo de 1929; meses antes de ser desaforado.
Fue desaforado por el congreso estatal el 25 de junio de 1929, designando en su lugar interinamente durante 5 horas a José B. Alcocer, hasta que la Legislatura designara gobernador interino al teniente coronel Ángel Vázquez Mellado.

#### Cambio de nombre del Jardín Zenea a Jardín Obregón
Cuando el 17 de julio de 1928, Álvaro Obregón fue asesinado, Abraham Araujo queriendo congraciarse con la ciudadanía queretana, cambio el nombre del Jardín Zenea al de Obregón, causando ira en los queretanos que aún recordaban aquel trágico suceso, lo que le valió ser después desaforado.

#### Después de gobernador
Después de desaforarlo fue a radicar a la Ciudad de México para siempre, pero hizo viajes a Nueva York. Su automóvil fue varias veces ametrallado así lo cuenta su nieto en el periódico La Jornada:

«Mi abuelo tuvo que enviar a mi madre y sus hermanos a Estados Unidos, pues su casa y su automóvil fueron ametrallados varias veces. Él se fue al Distrito Federal, donde enfrentó las consecuencias y vivió con austeridad obligada. Sólo regresó a Querétaro, por poco tiempo, cuando Ramón Rodríguez Familiar, gobernador apoyado por el presidente Lázaro Cárdenas, lo invitó a encargarse de la economía del estado»
Octavio Rodríguez Araujo, Los desafueros y los votos del poder; La Jornada: 14 de abril de 2005 

Regresó a Querétaro cuando Ramón Rodríguez Familiar (1935-1939) gobernaba, lo invitó a encargarse del economicismo ocupando el cargo de Agente General de Economía en el Estado.

## Vida personal
Contrajo matrimonio el 22 de febrero de 1903, en la Iglesia Santa Cruz y Soledad de la Ciudad de México con Concepción Baquedano Hurtado (Santiago de Querétaro, 5 de diciembre de 1881-Ciudad de México, 1956).
De esta unión nacieron:
- Armando Araujo y Baquedano (7 de marzo de 1905.[15] - 20 de noviembre de 1958) casado con Jeanne Exner 2 de diciembre de 1925 en Nueva York[16]

- Isabel Araujo y Baquedano (28 abr 1908.[17] - 1 de enero de 1997) casada con Roberto Rodríguez Fuentes y nacieron:
  - Susan Isabel Rodríguez Araujo (1938 - Ciudad de México, 19 de agosto de 1996[18])
  - Octavio Rodríguez Araujo (Puebla, 17 de marzo de 1941), doctor en ciencia política por la UNAM.[19]

- Andrés Abraham Araujo y Baquedano (15 abr 1904[20] - 27 ene 1957) casado el 19 de enero de 1936 en San Pedro Apóstol, Cuajimalpa, Distrito Federal, México, con María Luisa Sánchez Gruber.[21]
- Alfredo Araujo y Baquedano (s/d)